# Enallagma
Enallagma és un gènere d'odonats zigòpters de la família Coenagrionidae. Aquest gènere, que conté 39 espècies, s'assembla a altres cenagriònids pels seus colors blaus i negres. Als Països Catalans trobem una única espècie, Enallagma cyathigerum, coneguda com a patge de copa.

## Taxonomia
El gènere compta amb les següents espècies:
- Enallagma ambiguum (Navás, 1936)
- Enallagma anna (Williamson, 1900)
- Enallagma annexum (Hagen, 1861)
- Enallagma antennatum (Say, 1839)
- Enallagma aspersum (Hagen, 1861)
- Enallagma basidens (Calvert, 1902)
- Enallagma boreale (Selys, 1875)
- Enallagma carunculatum Morse, 1895)
- Enallagma civile (Hagen, 1861)
- Enallagma clausum (Morse, 1895)
- Enallagma coecum (Hagen, 1861)
- Enallagma concisum (Williamson, 1922)
- Enallagma cyathigerum (Charpentier, 1840)
- Enallagma daeckii (Calvert, 1903)
- Enallagma davisi (Westfall, 1943)
- Enallagma deserti (Selys, 1871)
- Enallagma divagans (Selys, 1876)
- Enallagma doubledayi (Selys, 1850)
- Enallagma dubium (Root, 1924)
- Enallagma durum (Hagen, 1861)
- Enallagma ebrium (Hagen, 1861)
- Enallagma eiseni (Calvert, 1895)
- Enallagma exsulans (Hagen, 1861)
- Enallagma geminatum (Kellicott, 1895)
- Enallagma hageni (Walsh, 1863)
- Enallagma laterale (Morse, 1895)
- Enallagma minusculum (Morse, 1895)
- Enallagma novaehispaniae (Calvert, 1907)
- Enallagma pallidum (Root, 1923)
- Enallagma parvum (Selys,1876)
- Enallagma pictum (Morse, 1895)
- Enallagma pollutum (Hagen, 1861)
- Enallagma praevarum (Hagen, 1861)
- Enallagma recurvatum (Davis, 1913)
- Enallagma semicirculare (Selys, 1876)
- Enallagma signatum (Hagen, 1861)
- Enallagma sulcatum (Williamson, 1922)
- Enallagma traviatum (Selys, 1876)
- Enallagma truncatum (Gundlach, 1888)
- Enallagma vernale (Gloyd, 1943)
- Enallagma vesperum (Calvert, 1919)
- Enallagma weewa (Byers, 1927)